# Кремелла
Кремелла (итал. Cremella) — коммуна в Италии, располагается в регионе Ломбардия, подчиняется административному центру Лекко.
Население составляет 1530 человек, плотность населения составляет 1530 чел./км². Занимает площадь 1 км². Почтовый индекс — 22060. Телефонный код — 00.
Покровителем коммуны почитаются святые Сисиний, Мартирий и Александр, празднование 29 мая.